# Hirtodrosophila palumae
Hirtodrosophila palumae är en tvåvingeart som först beskrevs av Bock 1976.  Hirtodrosophila palumae ingår i släktet Hirtodrosophila och familjen daggflugor. Inga underarter finns listade i Catalogue of Life.